# Мердж-Аюн (район)
Мердж-Аюн (араб. قضاء مرجعيون‎) — один из 25 районов Ливана, входит в состав провинции Набатия. Административный центр района — город Мердж-Аюн.

## География
Район расположен в юго-восточной части Ливана и занимает площадь 313 км². На севере граничит с районом Джеззин, на западе — с районами Набатия и Тир, на юго-западе — с районом Бинт-Джубайль, на северо-востоке — с районом Хасбайя, на юго-востоке — с территорией Израиля, а также со спорной территорией Голанских высот.

## Муниципалитеты
Административно район разделён на 26 муниципалитетов.